# Paperboy
Paperboy är ett arkadspel, lanserat 1984 av Atari. Uppgiften i spelet är att styra ett tidningsbud på cykel genom ett bostadsområde och leverera tidningar samt väja för diverse hinder. Spelet fick även en uppföljare, Paperboy 2.
Spelet kom även ut i versioner till bland annat DOS, C64 och Atari.